# Jonas Phijffers
Jonas Phijffers (* 20. Juni 2003) ist ein niederländischer Leichtathlet, der sich auf den Sprint spezialisiert hat.

## Sportliche Laufbahn
Erste internationale Erfahrungen sammelte Jonas Phijffers im Jahr 2023, als er bei den U23-Europameisterschaften in Espoo mit 46,60 s im Halbfinale im 400-Meter-Lauf ausschied und mit der niederländischen 4-mal-400-Meter-Staffel im Finale disqualifiziert wurde. 2025 schied er bei den Halleneuropameisterschaften in Apeldoorn mit 46,89 s im Semifinale aus. Anschließend sicherte er der Männerstaffel bei den World Athletics Relays in Guangzhou einen Startplatz bei den Weltmeisterschaften in Tokio. Ende Juni wurde er bei der 1. Liga der Team-Europameisterschaft in Madrid in 45,13 s Vierter über 400 Meter und gelangte mit der Mixed-Staffel mit 3:12,92 min auf den sechsten Platz im A-Lauf. Anschließend siegte er bei den U23-Europameisterschaften in Bergen mit neuem Meisterschaftsrekord von 44,82 s über 400 Meter und belegte mit der Männerstaffel in 3:02,89 min den vierten Platz.

## Persönliche Bestleistungen
- 200 Meter: 20,89 s (+2,0 m/s), 25. Mai 2025 in Brüssel
- 400 Meter: 44,82 s, 19. Juli 2025 in Bergen
  - 400 Meter (Halle): 45,90 s, 16. Februar 2025 in Apeldoorn